# Cyclosa pantanal
Cyclosa pantanal là một loài nhện trong họ Araneidae.
Loài này thuộc chi Cyclosa. Cyclosa pantanal được Herbert Walter Levi miêu tả năm 1999.